# Kanishka II
Kanishka II (fl. III secolo) è stato a capo dell'impero Kushan circa nel periodo compreso tra il 200 ed il 222.

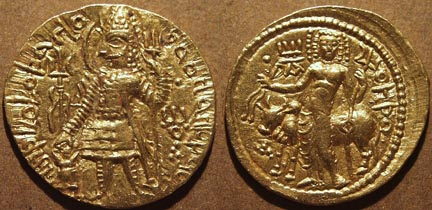
Moneta di Kanishka II

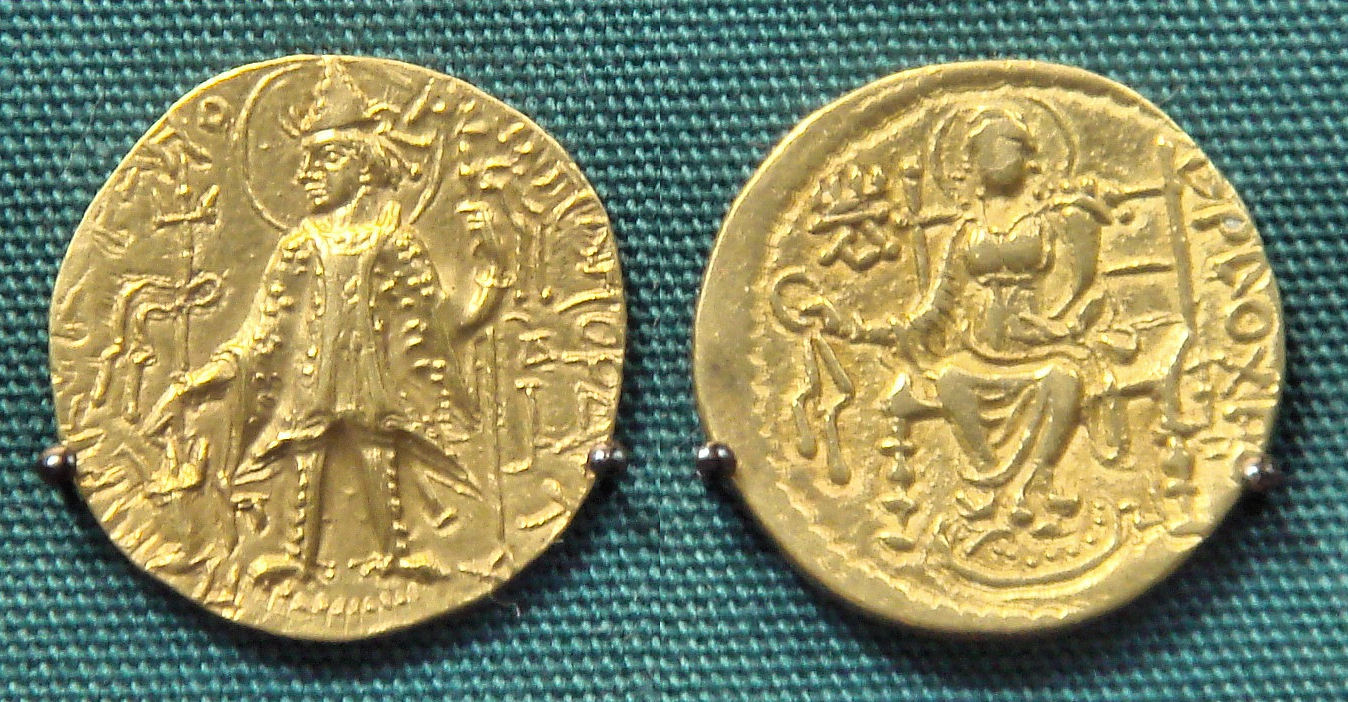
Kanishka II con Ardoksho

Prese il posto di Vasudeva I, considerato l'ultimo grande imperatore Kushan.
In un'inscrizione datata "Anno 41" (probabilmente dell'era di Kanishka) e scoperta sulle rive del fiume Ara, egli si qualifica come Kaisara ("Cesare"), il che suggerisce rapporti con l'impero romano, ed afferma di discendere da un poco conosciuto re Kushan di nome Vashishka.

## Storia
Pur mantenendo il dominio kushano nell'India settentrionale, è probabile che Kanishka II abbia perso la parte occidentale del suo impero, ossia la Battria, a favore del sasanide Sapore I (240-272 d.C.), le cui conquiste sarebbero state consolidate dagli indo-sasanidi. Nelle iscrizioni di Naqsh-e Rostam Sapore affermava di controllare il regno Kushan (Kūšān šahr) "fino a Purushapura" (Peshawar), suggerendo di essersi espanso anche oltre l'Hindu Kush a spese del regno di Kushana. L'iscrizione rupestre di Rag-i-Bibi supporta ulteriormente questa tesi.
Si conoscono diverse sovrascritture da parte del sovrano indo-sasanide Peroz I su monete di Kanishka II, ed è dall'epoca di Peroz che furono emesse le prime monete indo-sasanide a sud dell'Hindu-Kush.
È possibile che a un certo punto Kanishka II abbia ripreso il controllo del Gandhara e di Kapiśa e si ipotizza che, in seguito a questi successi, abbia creato una seconda Era di Kanishka per celebrare il centenario di quella originaria.